# 名岐鉄道デボ400形電車
名岐鉄道デボ400形電車（めいぎてつどうデボ400がたでんしゃ）は、現・名古屋鉄道（名鉄）の前身事業者の一つである旧・名古屋鉄道が導入した1500形電車のうち1511 - 1517の7両について、旧・名古屋鉄道の後身である名岐鉄道当時の1935年（昭和5年）に実施された形式称号改訂に際して付与された形式区分である。
デボ400形に区分された8両は、旧・名古屋鉄道初の新製車両として1923年（大正12年）に製造された2軸ボギー構造を採用した木造車体の電車（制御電動車）で、旧・名古屋鉄道の前身事業者である名古屋電気鉄道当時に落成した1500形1501 - 1510（後の名岐デボ300形・デボ350形）と同様に「郡部線」と通称される鉄道線区間に導入された。
本項では、デボ400形となった1500形1510 - 1517と同時に落成したものの、形式称号付与に際して仕様の相違から別形式に区分された1500形1518を由来とするデボ450形電車についても併せて記述する。

## 沿革
1500形1501 - 1510に次ぐ増備車として、1923年（大正12年）8月に1511 - 1518の8両が名古屋電車製作所において新製された。木造二重屋根（ダブルルーフ）構造の車体は1501 - 1510と同様であるが、両端扉の構造や側面窓配置などが設計変更された。また主要機器の製造メーカーがゼネラル・エレクトリック (GE) からイングリッシュ・エレクトリック (EE) に変更された点が異なり、以降「デッカーシステム」と通称されるEE社製の主要機器、またはEE社の国内生産ライセンスを得て製造された東洋電機製造製の主要機器が、旧・名古屋鉄道およびその後身である名岐鉄道や現・名古屋鉄道において標準機器として採用される端緒となった。
旧・名古屋鉄道が1925年（大正14年）に尾西鉄道の鉄道事業譲受を機に実施した車番改訂に際しては、1511 - 1517はデボ400形401 - 407と形式称号および記号番号を改め、車体外観・主要機器は同一ながら車内の仕様が異なった1518のみデボ450形451と別形式に区分された。
のちにデボ450形はデボ400形へ統合され、さらに現・名古屋鉄道（名鉄）成立後には全車とも電装解除による制御車化改造を実施してク2260形と形式称号を改め、1965年（昭和40年）まで運用された。

## 車体・主要機器

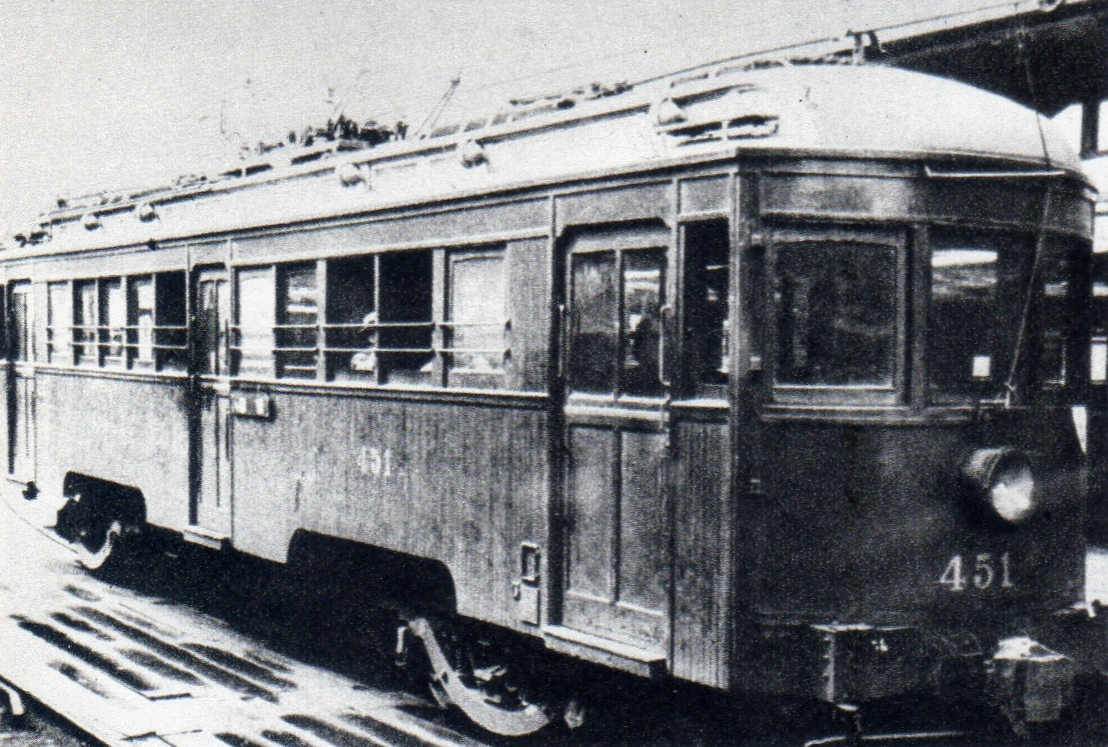
デボ450形451
（旧名古屋鉄道1500形1518）

全長14 m級の、屋根部をダブルルーフ構造とした木造車体を備える。運転台を前後妻面に設けた両運転台構造とし、妻面は大きな円弧を描く丸妻形状で、3枚の前面窓を均等配置し、妻面裾部には連結器取付座を兼ねた台枠端梁が露出する。側面には3箇所の客用扉を設けたが、中央部の扉が片開構造の引扉であるのに対し、両端部の扉を両開構造の引扉とした点が特徴である。両端扉の戸袋に相当する位置の窓は省略され、各客用扉間には5枚の側面窓を配し、側面窓配置はD 5 D 5 D（D：客用扉）である。なお、1518のみは貸切列車としての用途を考慮して車内の設計を一部変更し、車内客室スペースが仕切り壁によって3区画に区分されており、「嫁入り列車」の異名で呼称されたという。
主要機器は前述の通りイングリッシュ・エレクトリック (EE) 製のものに変更され、制御装置は同社の前身事業者の一つであるディック・カー・アンド・カンパニーが開発した、「デッカーシステム」と通称される電動カム軸式自動加速制御器を採用した。主電動機は同じくEE製の定格出力90 PSの直流直巻電動機を1両あたり2基搭載した。制動装置については先行導入された1501 - 1510と同様にゼネラル・エレクトリック (GE) 製のGE非常直通ブレーキを採用する。台車はボールドウィン・ロコモティブ・ワークス (BLW) 製の形鋼組立形釣り合い梁式台車であるボールドウィンA形に変更された。

## 運用
導入後は郡部線と総称される各路線において運用され、尾西鉄道譲受後に実施された形式称号改訂に際しては、1511 - 1517はデボ400形401 - 407（デボ405は初代）と、1518はデボ450形451と、それぞれ新たな形式称号および記号番号が付与された。後年、両開構造であった両端部の客用扉を中央部の客用扉と同じく片開構造に改め、同時に車端側の戸袋部であった部分へ乗務員用の小窓を新設し、側面窓配置は1 D 5 D 5 D 1と変化した。またデボ405（初代）は火災により車体を焼失、1928年（昭和3年）にデボ650形と同形の木造車体を新製し、復旧後はデボ650形666と形式称号および記号番号を改めて同形式へ編入された。その後、1940年（昭和15年）にデボ450形451の車号を405（2代）に改めてデボ400形へ編入し、空番を解消している。
名岐鉄道と愛知電気鉄道の対等合併による現・名古屋鉄道（名鉄）成立後の1941年（昭和16年）2月に実施された形式称号改訂に際しては、デボ400形はモ400形（初代）401 - 407と車両番号はそのままに形式称号のみを改めた。

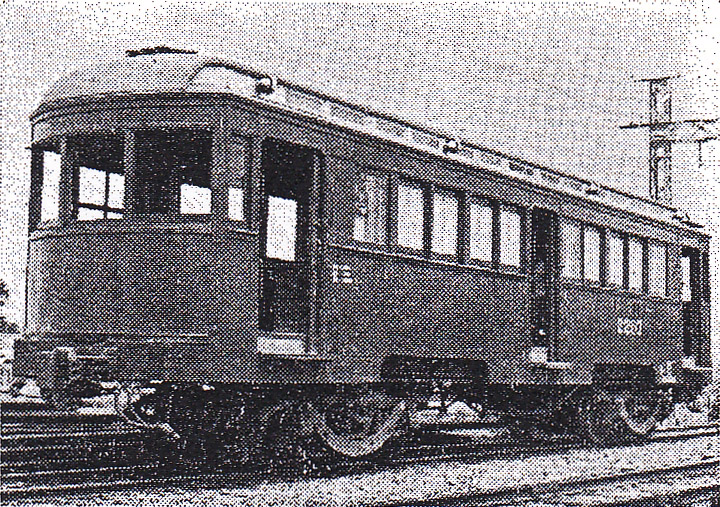
ク2260形2267
（旧モ400形407）

1948年（昭和23年）5月に、架線電圧が600 V規格であった旧名古屋鉄道・名岐鉄道に由来する西部線に属する各路線のうち、現在の犬山線・津島線および名古屋本線の一部に相当する区間の架線電圧1,500 V昇圧が実施された。架線電圧600 V仕様の制御電動車であったモ400形（初代）は1948年（昭和23年）7月に全車とも電装解除が実施され、形式称号および記号番号をク2260形2261 - 2267と改めた。同時期にはク2263が火災により車体を焼失し、木造車体を新製して復旧されたが、復旧に際しては屋根部構造が原形のダブルルーフからシングルルーフ（丸屋根）へ改められた。
ク2260形は架線電圧600 V規格のまま存置された支線区用の制御車として運用され、1961年（昭和36年）7月時点においては小牧線・広見線にク2261 - ク2264の4両、各務原線にク2265、瀬戸線にク2266、竹鼻線にク2267がそれぞれ分散配置された。
その後、ク2266が1962年（昭和37年）8月に廃車となったことを皮切りに淘汰が開始された。前述した火災復旧車であるク2263は1964年（昭和39年）に揖斐線へ転属したが、瀬戸線所属のク2261・ク2264と同時に翌1965年（昭和40年）5月に廃車となり、名古屋鉄道1511 - 1518として導入された車両群は全廃となった。